# Mare de Déu amb el Nen (Moragues)
La Mare de Déu amb el nen és una escultura de Pere Moragues. Actualment, forma part de la col·lecció permanent del Museu Frederic Marès.
Del model romànic de la verge asseguda, majestàtica i distant, en l'època gòtica es passa a representar Maria com a dona i com a mare.
Aquesta peça d'excel·lent qualitat ens mostra la Verge lleugerament inclinada cap al seu costat dret a causa del pes del seu fill. Ell, assegut sobre l'avantbraç de la mare, té un petit ocell entre les mans. La representació de la Verge amb el nen en el gòtic és més natural i tendra, i s'allunya completament de la del romànic, en el qual la Verge es manté rígida i estàtica, merament com a tron del fill. Aquí veiem l'amorosa relació entre tots dos, que somriuen.
Aquesta escultura s'atribueix a l'escultor i orfebre barceloní Pere Moragues, un dels artífexs més excel·lents del gòtic en els territoris de la corona d'Aragó. Es tracta d'una peça realitzada durant el període primerenc de la seva trajectòria professional, entre 1355 i 1360. Procedeix del convent de Sant Francesc de Paula de Cervera.
Mereix una especial atenció la pedra en què va ser esculpida: l'alabastre. Aquest material, dúctil i fàcil de treballar, va ser el predilecte dels escultors catalans dels segles xiv i xv, que en van saber aprofitar les possibilitats cromàtiques. La restauració de l'escultura ha posat de manifest la pèrdua de la corona originària, que va ser substituïda en una època posterior per una altra de metall, la qual tampoc es conserva.
Frederic Marès va comprar aquesta obra al col·leccionista barceloní Soler i March, conjuntament amb el sepulcre obrat pel taller de Ferran González.